# 亞馬遜河石脂鯉
亞馬遜河石脂鯉，為輻鰭魚綱脂鯉目脂鯉亞目脂鯉科的其中一個種。分布於南美洲亞馬遜河及其支流、奧里諾科河、埃塞奎博河流域，體長可達46.2公分，棲息在底中層水域，生活習性不明，為重要的食用魚。

## 扩展阅读
維基物種上的相關：亞馬遜河石脂鯉